# Daydreaming (canção de Radiohead)
Daydreaming é um single do grupo musical britânico Radiohead, a segunda faixa de seu nono álbum de estúdio, A Moon Shaped Pool, lançado em 6 de maio de 2016.[carece de fontes?]

## Descrição
Essa é uma das faixas mais experimentais do álbum, apresentando sons minimalistas com vários efeitos sonoros e elementos extraídos da música drone.[carece de fontes?]

## Vídeo musical
O vídeo, dirigido pelo diretor Paul Thomas Anderson, mostra Thom Yorke passando por várias portas que o levam a lugares em constante mudança, incluindo um hotel, uma lavanderia, uma loja de conveniência e passagens naturais.

## Faixas
| N.º | Título        | Duração |  |
| 1.  | "Daydreaming" | 3:24    |  |